# Encyclia angustifolia
Encyclia angustifolia är en orkidéart som först beskrevs av Olof Swartz, och fick sitt nu gällande namn av Rudolf Schlechter. Encyclia angustifolia ingår i släktet Encyclia och familjen orkidéer. Inga underarter finns listade i Catalogue of Life.